# Лысенко, Валерий Владимирович
Валерий Владимирович Лысенко (род. 7 июля 1972 года) — российский спортсмен, стрелок из лука, российский тренер по стрельбе из лука. Заслуженный тренер России. Старший тренер Федерации стрельбы из лука в городе Москве

## Биография
Валерий Лысенко родился 7 июля 1972 года в г. Улан-Батор (Монгольская Народная Республика), куда его родители были командированы по месту службы отца. В 1976 году вернулся с семьей в СССР в пос. Джида (Бурятская Автономная Советская Социалистическая Республика). В 1977 году вместе с родителями переехал в г. Улан-Удэ.
В стрельбу из лука пришел в возрасте 13 лет за компанию с одноклассниками. Первыми тренерами Валерия, определившими его судьбу, стали мастера спорта СССР, заслуженные тренеры России, Халудоровы Леонид Шарапович и Софья Гомбоевна. В 1989 году Лысенко В. В. выполнил норматив МСМК и вошел в основной состав сборной команды СССР.
В 1995 году переехал в г. Москву. Выступал за Спортивное общество «Динамо». Тренировался под руководством заслуженного тренера СССР Арсена Шугаибовича Балова. Своими спортивными достижениями поспособствовал открытию специализированного отделения стрельбы из лука в Московском среднем специальном училище олимпийского резерва №1, в котором позже получил образование. В 1995 году прошел обучение в Школе Профессионалов PSE. В 2003 году окончил Российский государственный университет физической культуры, спорта, молодёжи и туризма.

## Спортивные достижения
- Рекордсмен СССР (1989 г.)
- Победитель X Летней Спартакиады народов СССР (в составе команды РСФСР).
- Серебряный призер Чемпионата Европы 1994 года (в команде).
- Бронзовый призер Чемпионата Мира 1997 года (в команде).

## Тренерская карьера
В 2001 году оставил профессиональный спорт и перешел на тренерскую работу.
С 1998 по 2017 год работал в должности старшего тренера Московского среднего специального училища олимпийского резерва №1.
Тренер сборной России по стрельбе из лука с 2005 года.
Заслуженный тренер России (Приказ Минспорта РФ №173-нг от 16.12.2010г.).
Воспитанники Лысенко В. В. неоднократно становились победителями и призерами всероссийских и международных соревнований. 
Среди его учеников:
Заслуженные мастера спорта России: абсолютная чемпионка мира (2009), победительница Летней Универсиады 2009 года - Альбина Логинова, бронзовый призер I Летних Юношеских Олимпийских Игр, двукратная чемпионка Европы (2014) - Татьяна Сегина; Мастера спорта России международного класса: серебряный призер Первенства мира (2002), Победитель Первенства мира (2005) - Антон Добряков; победитель Первенства мира (2005), бронзовый призер Гран-При Европы (2010) - Алексей Бородин; победитель Первенства мира (2008), чемпион Европы (2010) – Денис Сегин, бронзовый призер этапа Кубка Мира (2008) – Максим Волков, двукратный победитель Кубка Европы (2010, 2011) - Илья Сысоев; Мастера спорта России: серебряный призер Первенства Европы (2004), победитель Кубка Европы (2005) - Артём Недопёкин, победитель Кубка Европы (2006), серебряный призер Чемпионата мира среди студентов (2008) – Александра Макеева; победитель Кубка Европы (2005) - Иван Безденежных; победитель Кубка Европы (2007) - Александра Макушина.
За годы тренерской работы Лысенко Валерий Владимирович неоднократно награждался дипломами Департамента спорта города Москвы, ФГБУ "ЦСП" сборных команд России и Олимпийского комитета России. В 2007 году стал лауреатом городского конкурса "Лучший тренер" в номинации "Лучший тренер по работе с детьми и подростками". В 2010 году признан Российской федерацией стрельбы из лука лучшим тренером года. Награжден именными часами мэра города Москвы за успешное выступление на I Летних Юношеских Олимпийских Играх. Награжден сертификатом компании PSE «Лучший оружейник лучного оборудования».
С 2010 года занимает пост главного тренера сборной команды города г.Москвы по стрельбе из лука. С 2017 года работает тренером в ГБУ МКСШОР "Восток" (до 2022 года - ГБУ "Центр олимпийской подготовки" Москомспорта) со спортсменами этапа высшего спортивного мастерства.

## Личная жизнь
Супруга - Байдыченко Татьяна Владимировна. Мастер спорта России по стрельбе из лука. Заслуженный тренер России. Кандидат педагогических наук. Профессор.